# Pandion fils d'Érichthonios
Pour les articles homonymes, voir Pandion.
Dans la mythologie grecque, Pandion (en grec ancien Πανδίων / Pandíôn), fils d'Érichthonios et de Praxithée, est le cinquième roi légendaire d'Athènes.
Il ne doit pas être confondu avec Pandion, son arrière-petit-fils, père d'Égée et de Nisos.

## Famille
Roi légendaire d'Athènes, Pandion est le fils d'Érichthonios et de la naïade Praxithée. De par son père, il est le petit-fils du dieu Héphaïstos. 
La naïade mère de Pandion et épouse d'Érichthonios est plus rarement donnée comme étant Pasithée, qui pourrait être un autre nom de Praxithée.
Pandion épouse une naïade nommée Zeuxippe de qui il a deux fils, Érechthée et Boutès, ainsi que deux filles, Philomèle et Procné. Dans certains récits, il était aussi appelé le père de Téuthras, père de Thespios , et de Céphalus, amant d’Éos (Aurore).

## Histoire
Le règne de Pandion fut marqué par une invasion de Thébains sous leur roi Labdacos.

## Sources
- Pseudo-Apollodore, Bibliothèque [détail des éditions] [lire en ligne] (III, 14, 6-8 ; 158).
- Hygin, Fables [détail des éditions] [(la) lire en ligne] (XLVIII).
- Ovide, Métamorphoses [détail des éditions] [lire en ligne] (VI, 675).